# Jan Miel (malíř)
Jan Miel (1599, Beveren-Waas – 1663, Turín) byl vlámský malíř a rytec působící v Itálii. Zpočátku byl členem kruhu holandských a vlámských žánrových malířů v Římě, kteří jsou označováni jako „Bamboccianti“. Ti byli známí svými scénami zobrazujícími nižší třídy v Římě. Později se odklonil od stylu Bamboccianti a maloval historická témata klasicizujícím stylem.
Spolupracoval s mnoha umělci v Římě a v druhé části své kariéry pracoval v Turíně jako dvorní malíř savojského vévody Karla Emanuela II.

## Životopis
Jan Miel se pravděpodobně narodil v belgickém městě Beveren-Waas, možná ale jsou jeho rodným městem Antverpy či 's-Hertogenbosch. O jeho začátcích není nic známo, nejsou informace kde a od koho se učil malovat, pravděpodobně to bylo v Antverpách. Italský životopisec ze 17. století Giovanni Battista Passeri uvádí jako jeho mistra ve Vlámsku malíře Anthonise van Dycka, jeho tvrzení ovšem nelze doložit žádnými důkazy.
Jeho pobyt v Římě v letech 1636 až 1658 je doložen, i když je možné, že tam žil již od roku 1633. V Římě se stal členem spolku Bentvueghels, sdružení převážně holandských a vlámských umělců působících v Římě. Bylo zvykem, že si členové spolku dávali charakterizující přezdívku, takzvané „ohnuté jméno“. U Miela jsou zdokumentována dvě přezdívky: Bieco (což v italštině znamená šilhání) a Honingh-Bie (což znamená včelí med a pochází z příjmení „Miele“ pod kterým byl v Itálii znám a který v italštině znamená „med“.) V Římě se také stal jedním z okruhu žánrových malířů, jejichž tvorba byla ovlivněna nizozemským žánrovým malířem Pieterem van Laerem. Byli známi jako Bamboccianti. Bamboccianti byli hlavně holandští a vlámští umělci působící v Římě, kteří většinou vytvářeli malé kabinetní obrázky nebo tisky s tématy každodenního života prostých obyvatel Říma a okolí. Jan Miel byl jedním z hlavních umělců podílejících se na vývoji tohoto stylu římského malířství.
V roce 1648 se Miel stal prvním severním umělcem přijatým do sdružení Cech svatého Lukáše (Accademia di San Luca), prestižního sdružení předních umělců pracujících v Římě. Kolem roku 1654 je zdokumentován jeho pobyt v severní Itálii. Od roku 1658 až do své smrti žil a pracoval v Turíně, kde byl jmenován dvorním malířem vévody Karla Emanuela II. Savojského.

## Dílo

### Vlastní práce

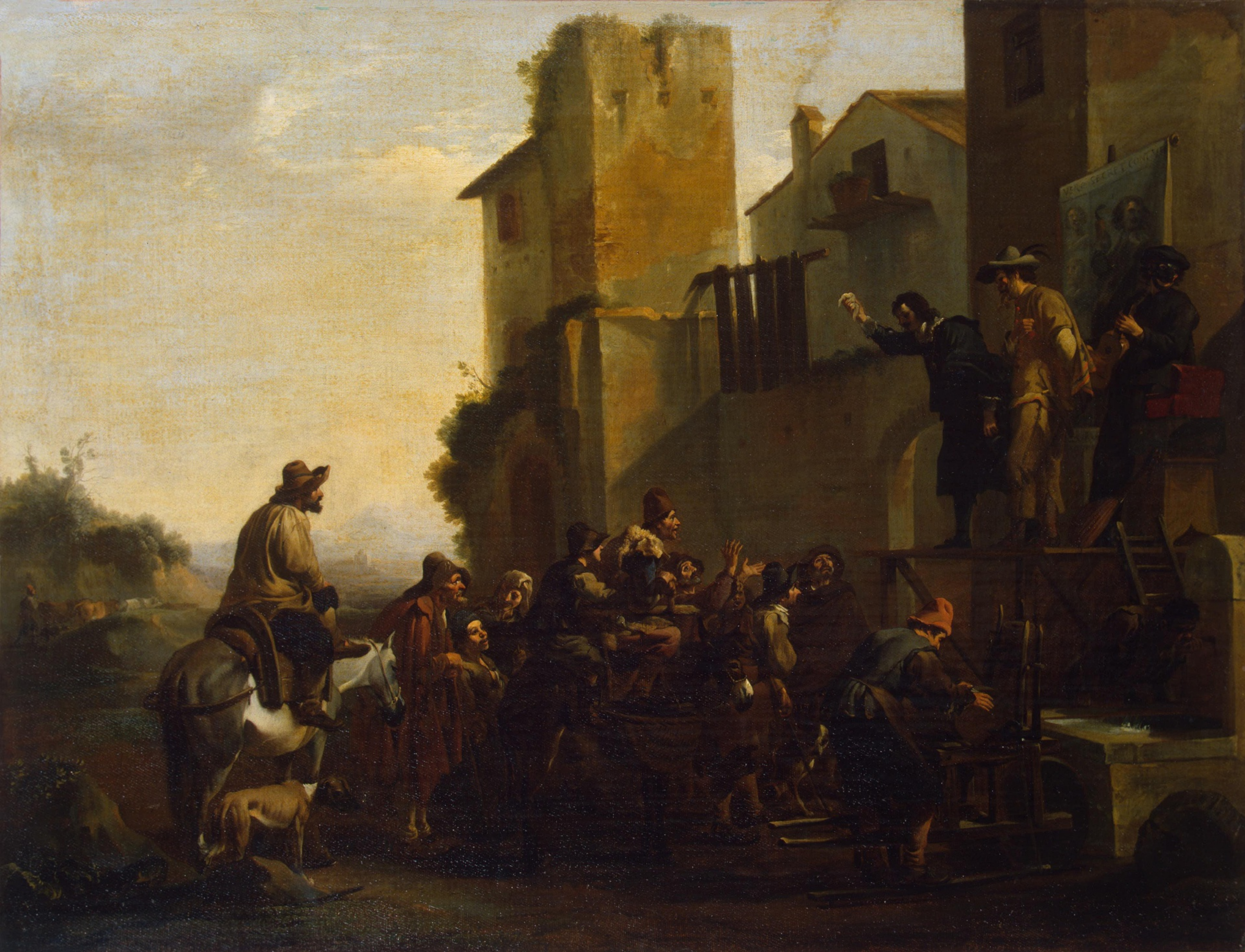
Šarlatán, (Muzeum Ermitáž), 50. léta 17. století

První datované obrazy Jana Miela z 30. let 16. století ukazují vliv Pietera van Laera a skupiny Bamboccianti. Zobrazují prostý lid, zabývající se běžným obchodem nebo hraním. Mezi oblíbené náměty patřili hráči morra, hazardní hráči, obrazy z vesnických tancovaček, šarlatáni, holiči, ševci, potulní hudebníci a herci a podobně. Mezi příklady jeho rané tvorby v tomto žánru patří The bowls players (Louvre) a The cobbler (Musée des Beaux-Arts, Besançon), oba namalované v roce 1633. V tomto období přepracoval a zkopíroval obrazy Pietra van Laera.
Příkladem díla ve stylu „bambocciate“ je obraz Šarlatán. Kompozice je tradičně interpretována tak, že zobrazuje kočovného prodavače medicíny se svými asistenty, který demonstruje davu užaslých diváků příznivé účinky svého umění či zboží. Motiv šarlatánů byl společným rysem vlámské a nizozemské žánrové malby od 16. století. V 16. století malíř Jan Sanders van Hemessen namaloval podvodného chirurga šarlatána, který předstíral, že pomocí otevření lebky pacienta odstraní takzvaný „kámen šílenství“. Žánrová malba 17. století se k tématu pravidelně vrací, jak je vidět v dílech Adriaena Brouwera, Jana Steena a Davida Tenierse mladšího. Hlavní postavy na obrazech jsou zobrazeny oblečené jako postavy z Commedia dell'arte: šarlatán nosí masku a kostým Il Dottore, zatímco kytarista má kostým sluhy Zanniho. Jan Miel namaloval i další díla s postavami z komedie dell'arte, například Carnival in Rome (Karneval v Římě (Prado Museum, 1653) a The Actors 'Rehearsal (Zkoušející herci) (sbírka Zingone, Řím).

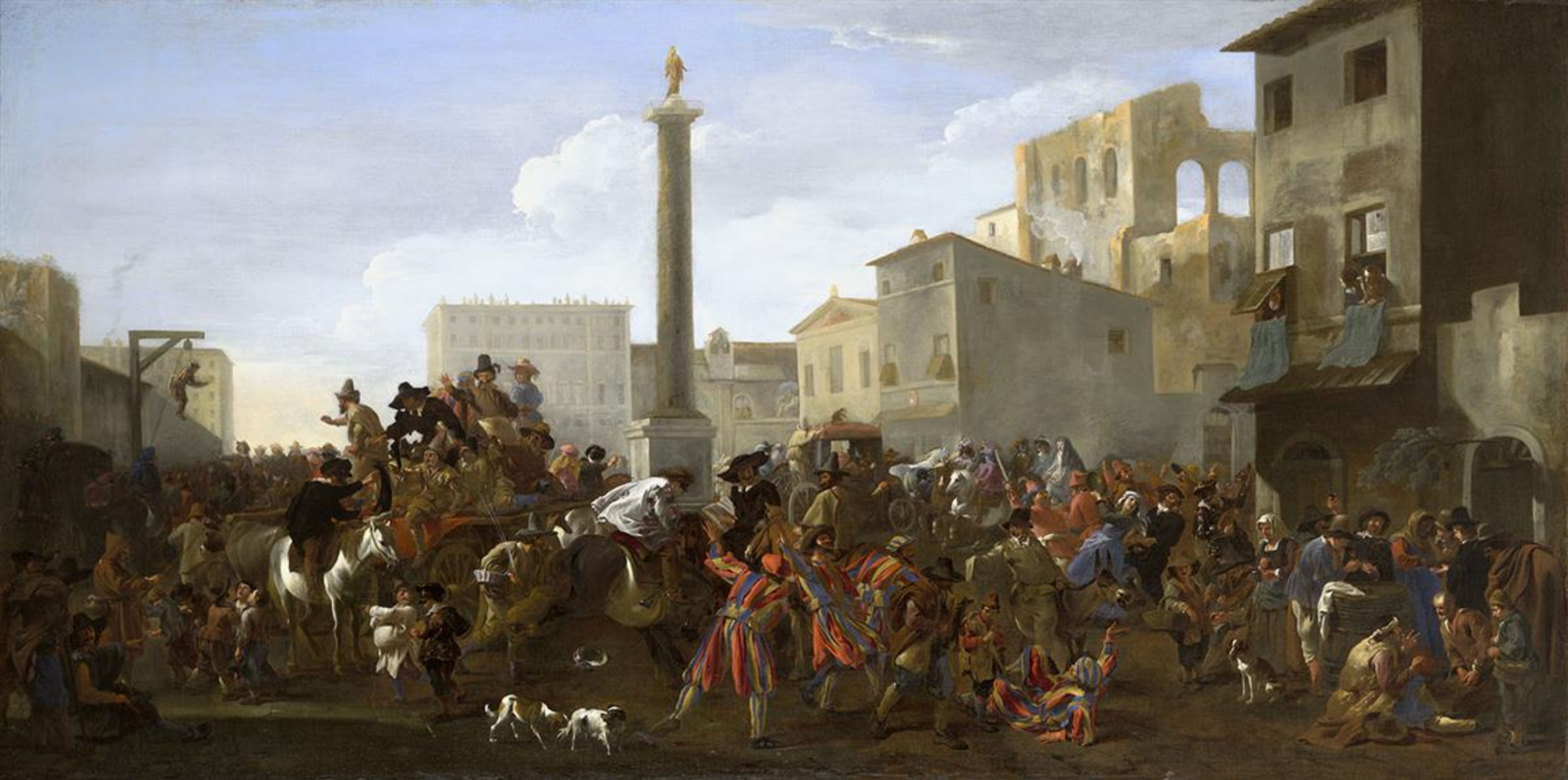
Karneval na Piazza Colonna, Řím, 1645

Během let 1640 až 1650 začal Miel, stejně jako jiný italský malíř Michelangelo Cerquozzi, měnit kompozice obrazů ve stylu „bambocciate". Začal věnoval méně pozornosti okolní krajině a místo toho zdůrazňoval aspekty života ve městě a na venkově. Tato díla byla opakovaně použita jako předloha i pro ostatní malíře spolku Bamboccianti druhé poloviny 17. století a dalšími žánrovými malíři působícími v Římě na počátku 18. století.
Miel nejvíce přispěl k žánrové malbě prostřednictvím svých originálních kompozic obrazů karnevalových scén. Příkladem je obraz Karneval na Piazza Colonna, (Wadsworth Atheneu)). Jak je v Mielových „bambocciatských“ kompozicích běžné, na stejné scéně se objevují vznešení i obyčejní lidé: římská šlechta na koních je oblečená v elegantních kostýmech, zatímco obyčejní lidé zabírají celé náměstí a věnují se veselí, žebrají, hrají hru morra a další věnují jiné zábavě. Na veselí se podílejí také herci komedie dell'arte, hrající na voze. Bujné veselí se stupňuje a vrcholí v poslední den karnevalu, kdy rozruch dosahuje vrcholu. Když karneval ohlašuje začátek jara, ze šibenice (nalevo) visí podobizna zimy.

### Spolupráce
Jan Miel často spolupracoval s jinými umělci, což nebylo v té době neobvyklé. Doplňoval obrazy jiných malířů, maloval zejména figury nebo zvířata do kompozice krajiny či veduty. Dotvářel tak obrazy pro Viviana Codazziho, Alessandra Salucciho či krajiny Gasparda Dugheta a Angeluccia.

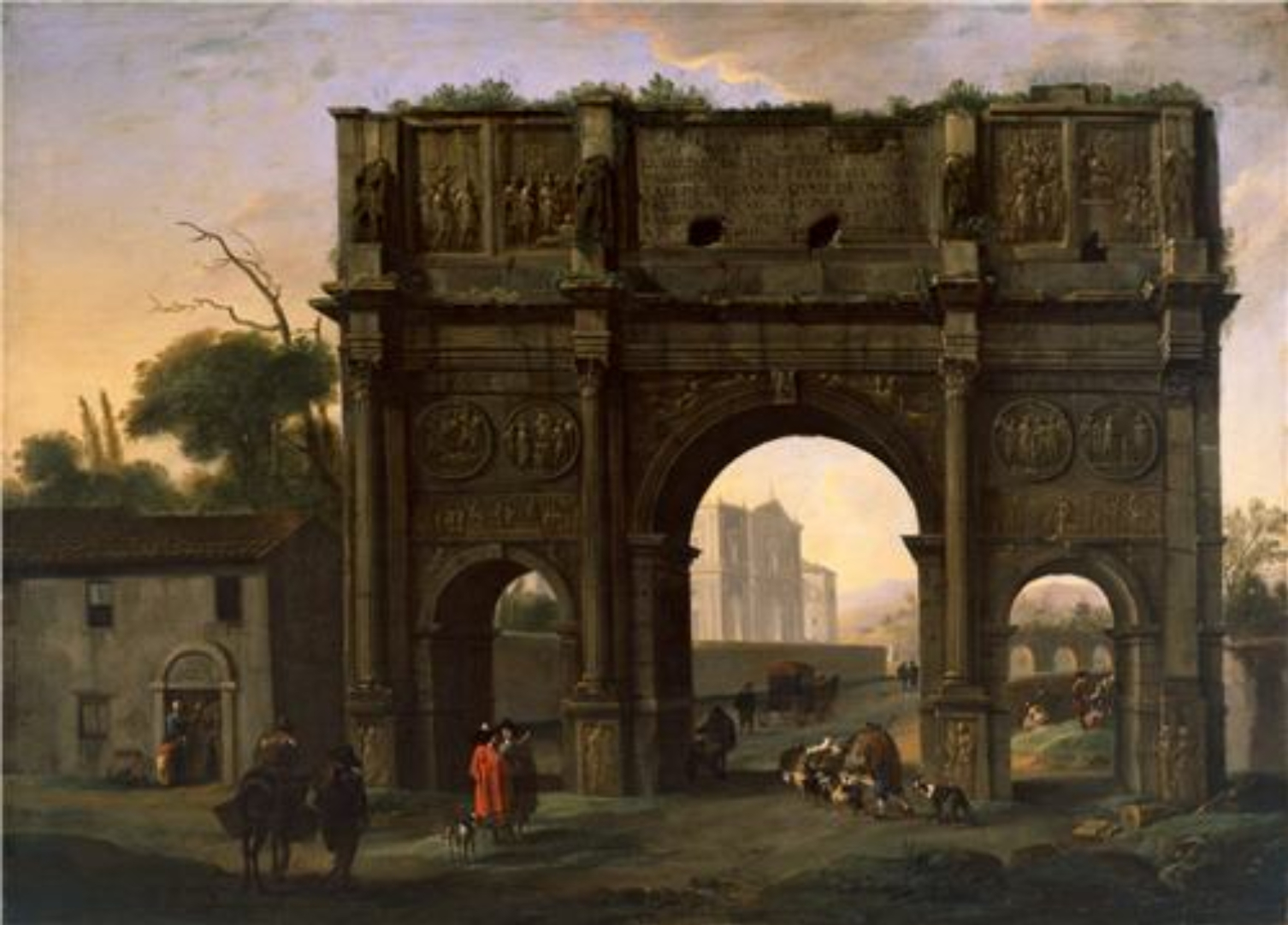
Konstantinův oblouk, spolupráce s Alessandrem Saluccim

Jan Miel zvláště úzce spolupracoval s Alessandrem Saluccim, významným inovátorem malby vedut. Salucci vytvořil mnoho capricci, do kterých často v jakémsi imaginárním prostředí začleňoval antické římské památky. Spolupráce těchto dvou umělců začala v roce 1635 a skončila, když Miel v roce 1658 odešel z Říma do Turína, kde pracoval u dvora vévody Savojského Karla Emmanuela II. Jediným datovaným příkladem společného úsilí obou umělců je Imaginary Seaport (muzeum umění v Cincinnati) datovaný 1656. Miel vynikal v kompozicích zaplňujích otevřené prostory v Salucciho vedutách. Do jednoho obrazu často vkomponoval více detailů. Je to patrné v obraze Architectural Capriccio, na kterém spolupracoval se Saluccim. (Christie's, Sale 1708, Lot 56). Tato kompozice zobrazuje různé skupiny lidí jednajících nezávisle na sobě: na schodech vlevo dole je elegantní pár, vedle nich jsou postavy u studny a na schodech v dálce jsou hráči karet. Jeho postavy jsou typicky zemědělci, žebráci, hráči morra, hostinští a nosiči, často smíchaní s elegantně oblečenými muži a ženami, kteří imaginární prostředí vytvořené Saluccim dotvářeli ukázkami římského každodenního života.

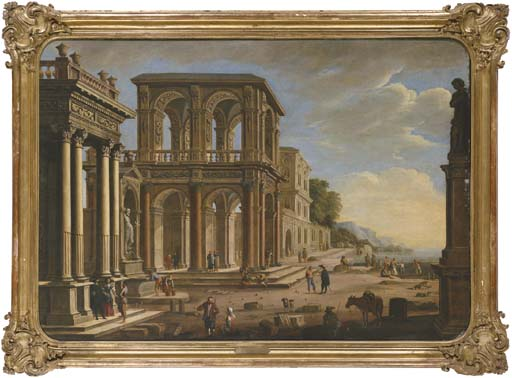
Architektonické capriccio s jónským portikem, fontánou, dvoupodlažní lodžií, gotickým palácem a postavami na nábřeží, výška: 165,1 cm; Šířka: 236,8 cm, olej na plátně

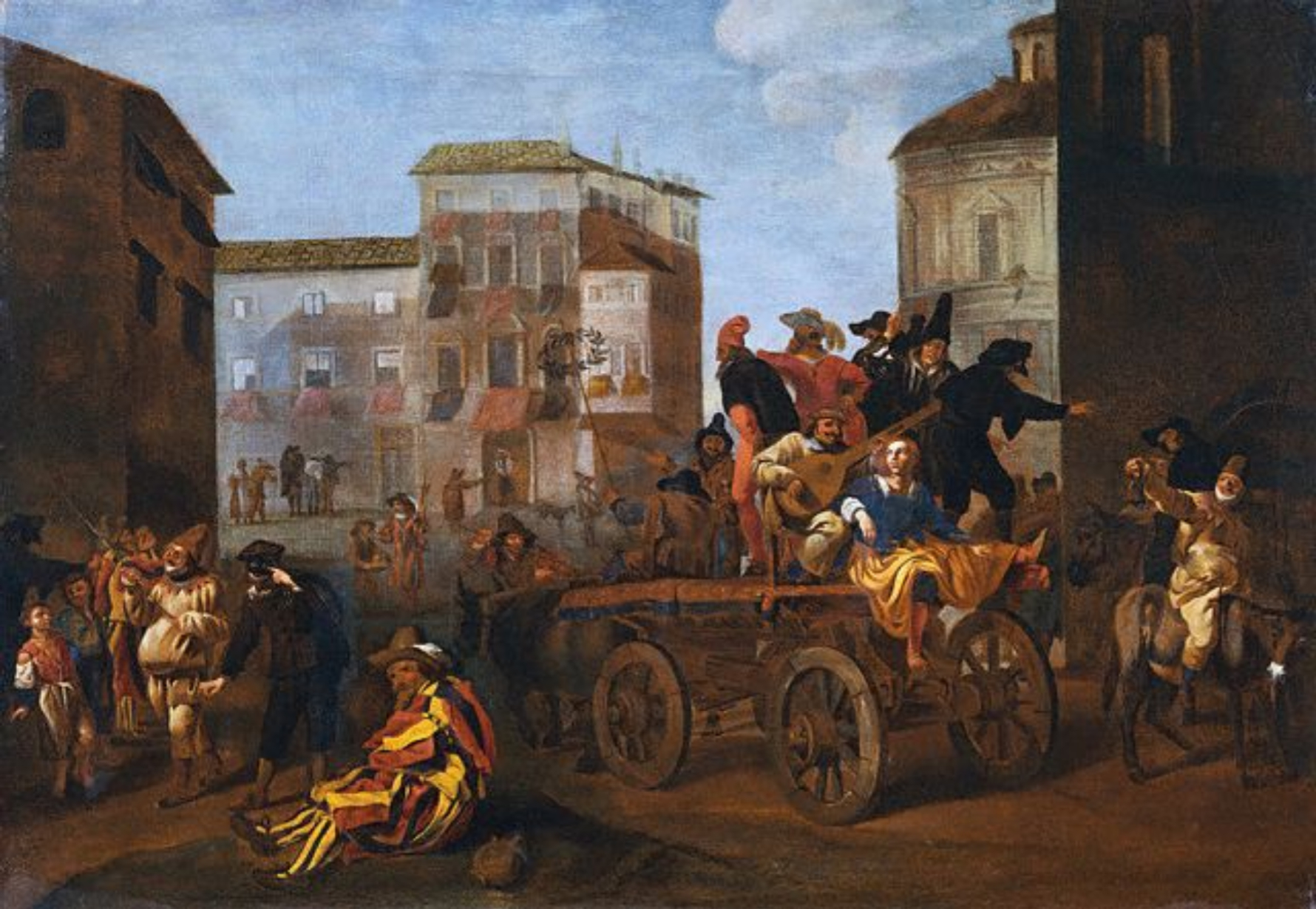
Herci Commedia dell’Arte na voze na náměstí

Podle dochovaných dokumentů Miel v roce 1641 pracoval v ateliéru Andrea Sacchi. Tato spolupráce je poměrně výjimečná, protože Sacchi byl velkým kritikem stylu Bamboccianti, jehož byl Miel významným představitelem. Práce v Sacchiho ateliéru pravděpodobně přispěla k umělcově vývoji směrem k „gran maniera“ malby. Miel pracoval s Andreou Sacchim na obraze Urban VIII. navštěvuje kostel Il Gesù (Urban VIII visits the Church of the Gesù), (Galleria Barberini, Řím, 1641). Předpokládá se, že Sacchi provedl pouze malou část obrazu a že Jan Miel maloval postavy v popředí podle Sacchiho kreseb. Staré aukční katalogy uváděly, že Miel během pobytu v Římě spolupracoval i na krajinách Clauda Lorraina, ale nepodařilo se přiřadit figury na Lorrainových obrazech Janu Mielovi.

### Další vývoj
Kolem roku 1650 Jan Miel opouštěl styl Bambocciantia a začal malovat obrazy velkých formátů s náboženskou tematikou pro římské kostely. Existuje řada obrazů z padesátých let 16. století v tomto pro Miela novém stylu, například oltářní obraz The Madonna and Child with Saints (Madona s dítětem a svatými) pro katedrálu Santa Maria della Scala z roku 1651. Maloval ovšem i malé obrazy s náboženskou tematikou. Zakázky dostával od významných římských rodin, jako rodina Barberini. Obraz Dido and Aeneas (v muzeu umění v Cambrai) dokazuje jeho vývoj směrem ke klasické malbě.

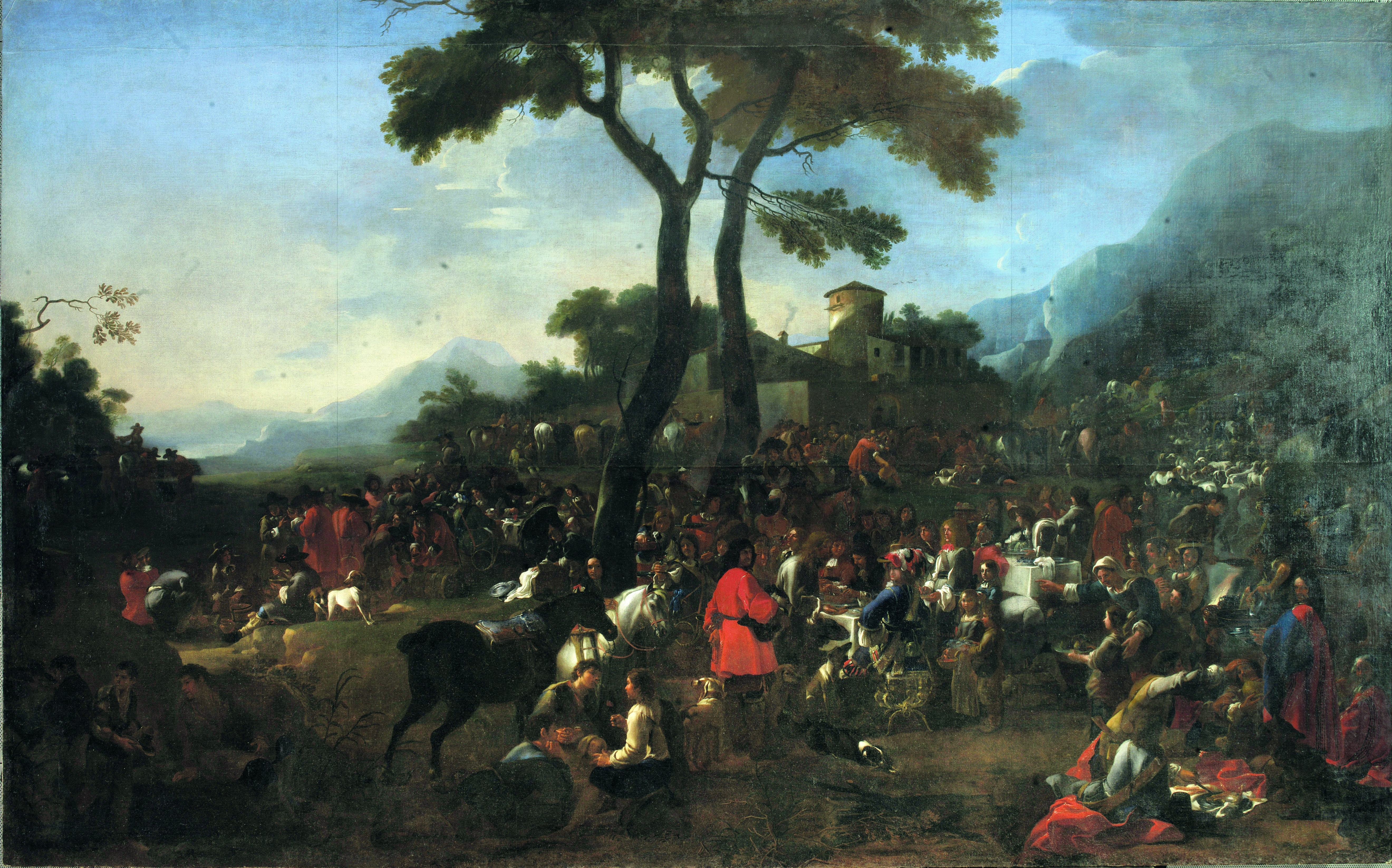
Shromážění lovců, Jan Miel

Po přestěhování do Turína v roce 1658 vyzdobil královský lovecký zámeček ve Venaria Reale rozsáhlými loveckými scénami, jejichž části jsou nyní ztraceny. Maloval stále více historických obrazů, což dokazuje jeho stále silnější sklon ke klasické malbě, tak jak naznačují i jeho díla s náboženskou tematikou z 50. let 16. století. Miel také začal studovat a kopírovat práce Raphael a Annibale Carracci, stejně jako na začátku své kariéry kopíroval díla Pietera van Laera.

### Rytiny
Jan Miel byl také zručný rytec. Navrhl titulní stránku pro La povertà contenta (Chudoba) (Řím, 1650), italského jezuitského historiografa a spisovatele Daniella Bartoliho, ilustroval De bello belgico (Krásné Holandsko) (Řím, 1647) Famiana Strady.